# 3D-system
3D-system, ett system för färgmätning och färgbeskrivning utvecklat av Deutsche Amphibolin-Werke (DAW). Systemet grundar sig på ögats uppfattningsförmåga, och söker att utifrån ögats förmåga att uppfatta och särskilja kulörer, klassificera dessa.
Det matematiska system som systemet grundar sig på skiljer sig från NCS. I 3D-systemet finns ett stort flertal av kulörerna inom vissa delar av kulörcirkeln (där ögat kan uppfatta även svaga skillnader i våglängd). 3D-systemet har därför ett mycket brett utbud av kulörer i det gul-röda segmentet, vilket ger ett stort antal sand-, kalk-, ockra- och terrakottakulörer. Kulörurvalet i 3D-systemet är gjort för att passa såväl utvändigt som invändigt och består av:
- 12 Neutralgrå toner
- 6 Sockelgrå
- 6 Vita nyanser
- 12 Off White pasteller
- 46 Kulörfamiljer med totalt 1072 kulörer. Var och en med utgångspunkt från sin unika kulörton och tonade i varianter från ljus pastell till mättade accenter
- 60 Lackfärgskulörer
- 18 Alumiumkulörer